# Geszt
Geszt is een plaats (község) en gemeente in het Hongaarse comitaat Békés. Geszt telt 865 inwoners (2002).